# Jesualda Kwanten
Zuster Jesualda (Johanna Gerarda Antonia) Kwanten (Gendt, 5 september 1901 – Tilburg, 26 december 2001) was een Nederlands beeldhouwer, illustrator, tekenaar, etser en lithograaf.

## Leven en werk
Zuster Jesualda trad in 1929 in bij de congregatie van de Zusters van Liefde. Zij had de akte MO tekenen gehaald aan het Instituut Opleiding tot Tekenleraren in Amsterdam. Na haar noviciaat ging ze les geven in tekenen en kunstgeschiedenis op de Pius Middelbare Meisjesschool van de congregatie in Amsterdam.
Na dertig jaar lesgeven nam ze tekenles aan de Rijksakademie van beeldende kunsten in Amsterdam, waar zij later de opleiding beeldhouwen ging volgen. Vanaf 1966 had zij een atelier in Tilburg. Zij werd bekend door haar bronzen beelden, onder meer van koningin Beatrix en koningin Juliana. Ook vereeuwigde ze de cabaretier Toon Hermans, de acteurs Albert van Dalsum, Mary Dresselhuys, Guus Hermus, Henk van Ulsen en Hans Tiemeijer, de schrijvers Anton van Duinkerken, Albert Helman en Pieter van der Meer de Walcheren, bisschop Joannes Zwijsen en de priesters Titus Brandsma en Maximiliaan Kolbe.
Het beeldenmuseum van zuster Jesualda bevindt zich in de voormalige novicenkapel van het klooster aan de Oude Dijk in Tilburg.

## Enkele werken in de openbare ruimte
- Janus en Bet (1974), Visstraat / Brede haven, ’s-Hertogenbosch
- Buste Mary Dresselhuys (1977), Agnietenhof, Tiel (vervaardigd ter gelegenheid van de zeventigste verjaardag van de actrice)

## Fotogalerij

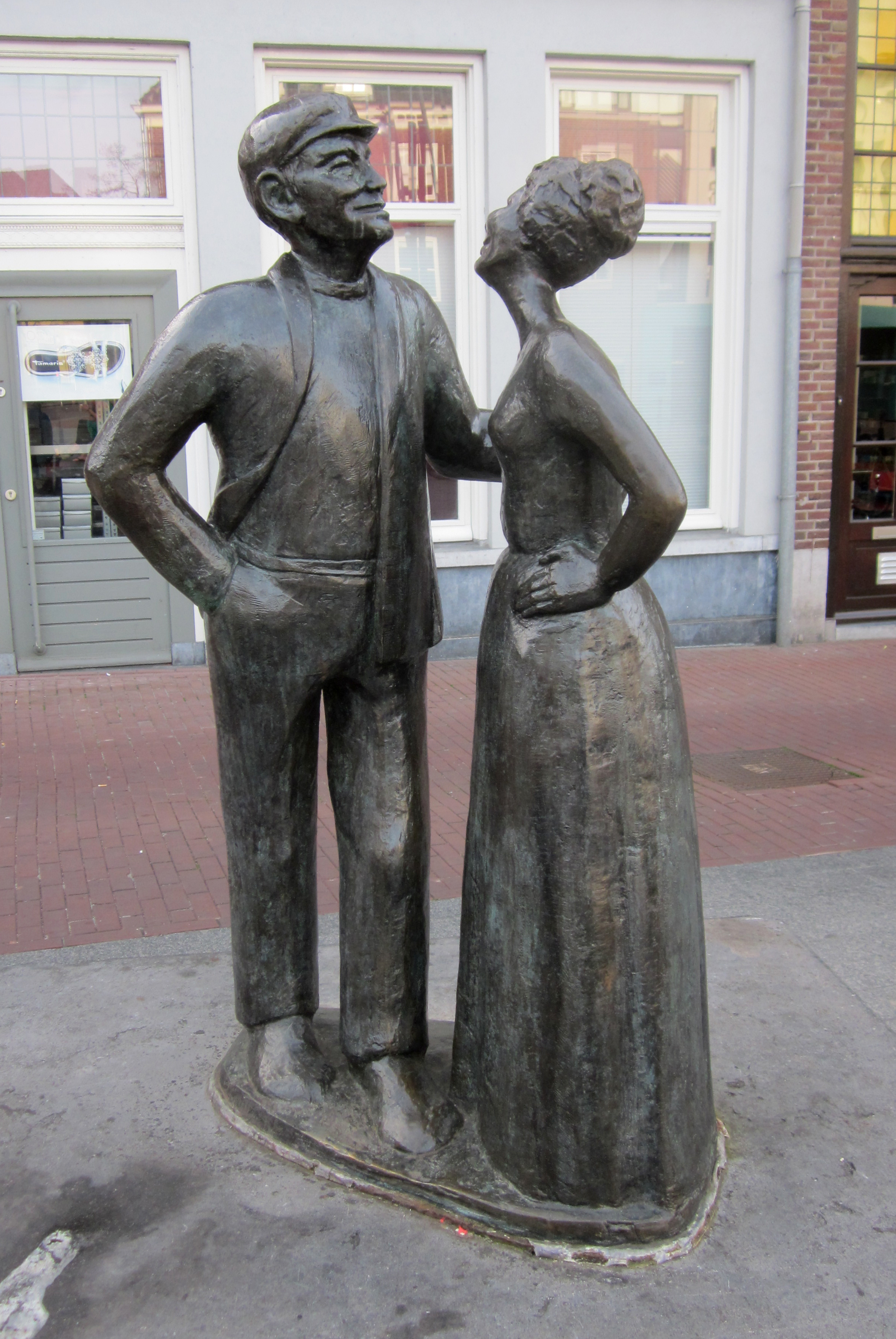
Janus en Bet (1974), ’s-Hertogenbosch
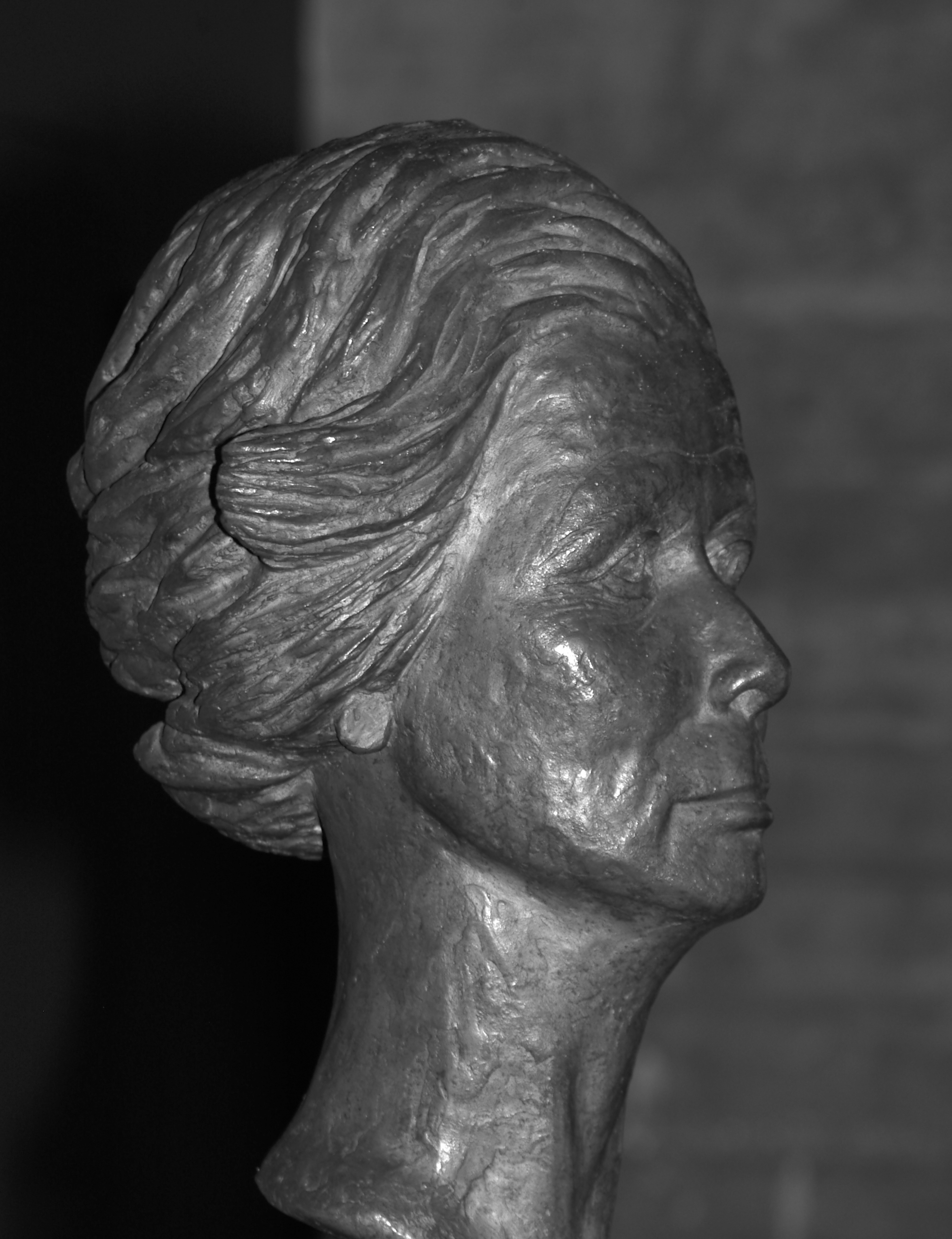
Mary Dresselhuys (1977), Tiel